# Lois Wilfred Griffiths
 Lois Wilfred Griffiths (* 27. Juni 1899 in Chagrin Falls, Ohio; † 9. November 1981 in Skokie, Illinois) war eine US-amerikanische Mathematikerin und Hochschullehrerin. Sie war 37 Jahre lang als Forscherin und Professorin an der Northwestern University tätig. Ihr Spezialgebiet war die Zahlentheorie.

## Leben und Werk
Griffiths war die Tochter der Lehrerin Lena Jones Griffiths und des evangelischen Pfarrers Frederick William Griffiths. Bald nach ihrer Geburt zog die Familie nach Jennings, Oklahoma und 1904 nach Seattle. Lois wurde an Grund- und weiterführenden Schulen im US-Bundesstaat  Washington unterrichtet, bevor sie an der University of Washington studierte. Ihr Bruder, Harold F. Griffiths, studierte ebenfalls an der University of Washington. Sie schloss ihr Studium 1921 mit einem Bachelor of Science ab und erhielt ihren Master-Abschluss 1923. Sie war auf der dreißigsten Sommertagung der Gesellschaft im September 1923 im Vassar College in New York in die American Mathematical Society gewählt worden, woraufhin ihre Masterarbeit im Bulletin der American Mathematical Society veröffentlicht wurde. Griffiths studierte im Oktober 1925 an der University of Chicago und forschte in Zusammenarbeit mit ihrem Betreuer Leonard E. Dickson. Sie promovierte 1927 mit der Dissertation: Certain Quaternary Quadratic Forms and Diophantine Equations by Generalized Quaternion Algebras.
Anschließend wurde sie als Dozentin für Mathematik an die Northwestern University in Illinois berufen, wo sie ihre gesamte Lehrkarriere verbrachte. 1930 wurde sie Assistenzprofessorin für Mathematik und nach einem Forschungsaufenthalt von 1936 bis 1937 in Cambridge, England wurde sie 1938 Associate Professorin an der Northwestern University. 1964 wurde sie zur emeritierten Professorin ernannt.
Sie wohnte nach ihrer Pensionierung in Evanston und starb in der Nähe von Skokie in Folge einer Herzerkrankung im Alter von 82 Jahren. Sie vermachte ihr Haus der University of Chicago und stellte ihren Körper nach ihrem Tod für wissenschaftliche Zwecke zur Verfügung.

## Forschungstätigkeit
Griffiths schrieb 1945 ein Lehrbuch und veröffentlichte über einen Zeitraum von einundzwanzig Jahren ein Dutzend Forschungsartikel. Diese Artikel erschienen im American Journal of Mathematics, in den Annals of Mathematics und im Bulletin of the AMS. 1942 veröffentlichte sie einen Expository-Artikel in der American Mathematical Monthly über die Darstellung von Zahlen als Summe von polygonalen Zahlen. Griffiths nahm an den Sitzungen der American Mathematical Society und der Mathematical Association of America teil. 1931 nahm sie an der fünfzehnten Sommertagung der Mathematical Association teil und hielt auf der Tagung der Mathematical Association of America am 1. September 1941 in Chicago den Vortrag: Universal Functions of Polygonal Numbers. Auf der Sitzung der American Mathematical Society in Chicago im April 1947 hielt sie die Vorlesung: Linear homogeneous diophantine equations. Ihre Papiere bei der Northwestern University enthalten Lehrdateien, Material zu ihren Veröffentlichungen und mathematische Korrespondenz, insbesondere mit Eric Temple Bell in den 1940er Jahren. Sie pflegte auch eine enge Beziehung zur Universität von Chicago und nahm an Seminaren und Treffen des dortigen Senior Mathematics Club teil.

## Auszeichnungen
Sie wurde 1952 mit der lebenslangen Mitgliedschaft in der Northwestern University Alumni Association geehrt und war Fellow der American Mathematical Society.

## Mitgliedschaften
- American Mathematical Society
- Mathematical Association of America
- Sigma Delta Epsilon
- Phi Beta Kappa
- Sigma Xi

## Veröffentlichungen (Auswahl)
- 1947: Introduction to the Theory of Equations. London, Chapman and Hall, Ltd.
- 1925: Contact curves of the rational plane cubic. Bulletin of the American Mathematical Society  31, S. 312–317.
- 1928: Generalized quaternion algebras and the theory of numbers. American Journal of Mathematics 50.[2]
- 1930: A generalization of the Fermat theorem on polygonal numbers. Ann. of Math. 2nd ser., 31, S. 1–12.
- 1936: Representation as sums of multiples of generalized polygonal numbers. American Journal of Mathematics 58, S. 769–782.[3]
- 1938: On hypergroups, multigroups, and product systems. American Journal of Mathematics 60, S. 345–354.
- 1941: Universal functions of extended polygonal numbers. American Journal of Mathematics 63, S. 726–728.
- 1942: A note on representation by polygonal numbers. Bulletin of the American Mathematical Society. 48:122–124.
- 1944: Universal functions of polygonal numbers II. American Journal of Mathematics 66, S. 97–100.
- 1945: Universal functions of polygonal numbers III. American Journal of Mathematics, S. 443–449.
- 1946: A note on linear homogeneous diophantine equations. Bulletin of the American Mathematical Society 52, S. 734–736.